# DR Salonwagen 10207
Der Salonwagen 10207 der Deutschen Reichsbahn wurde 1937 für den Reichsminister für Volksaufklärung und Propaganda, Joseph Goebbels, gebaut. Später diente er als Salonwagen für den Bundesminister für Verkehr. Er ist museal im DB Museum Koblenz erhalten.

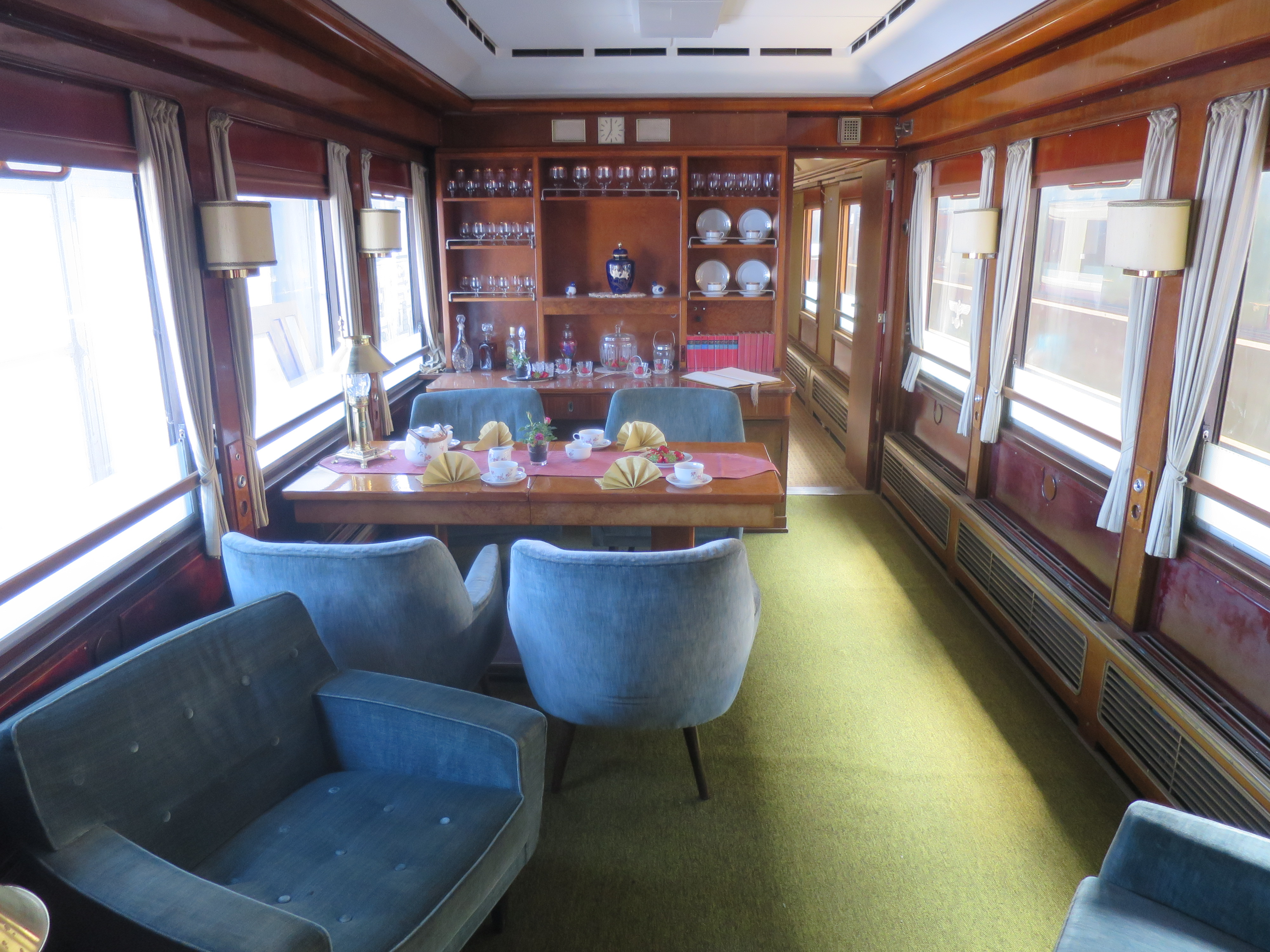
Salon

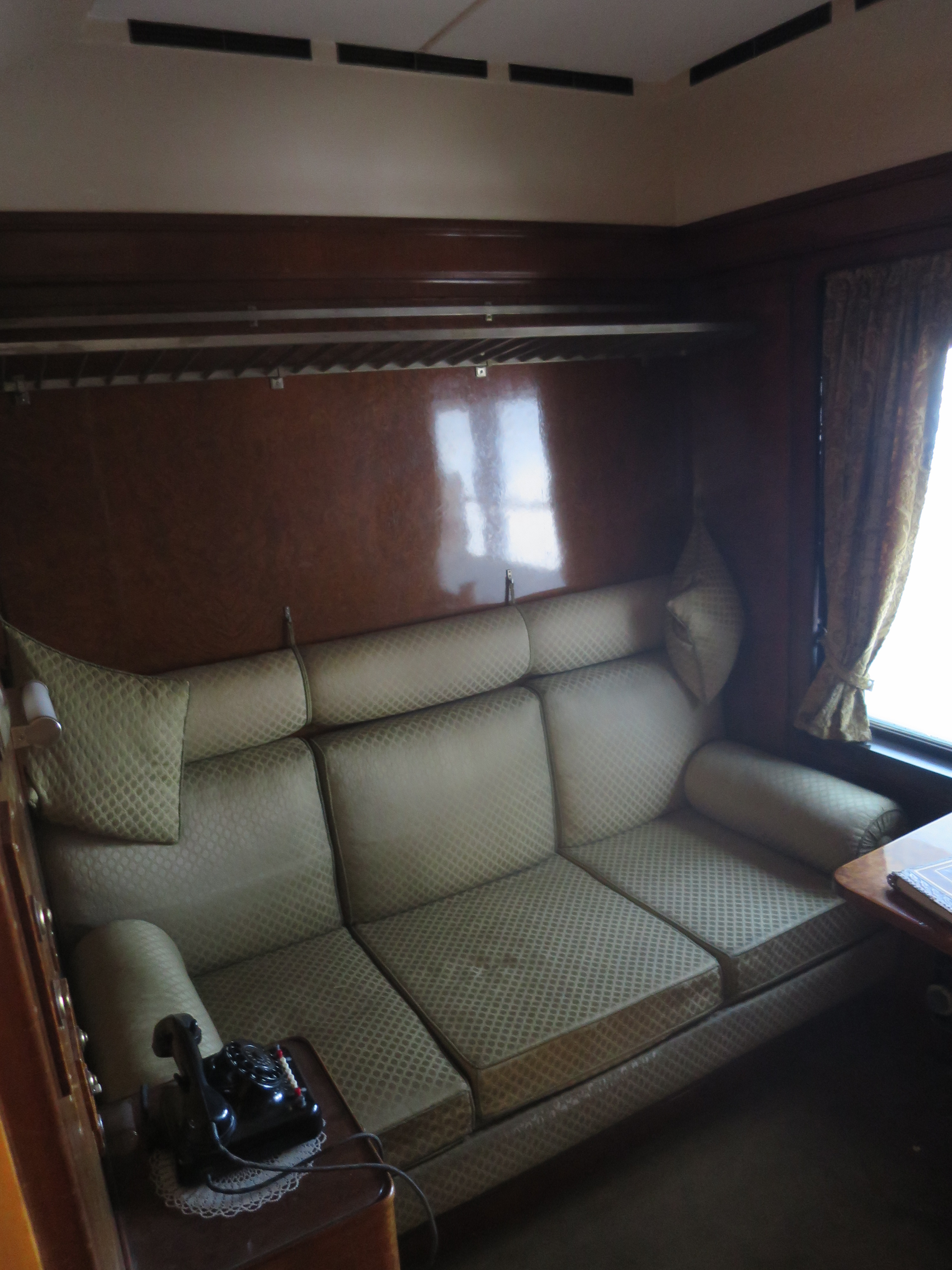
Großes Abteil

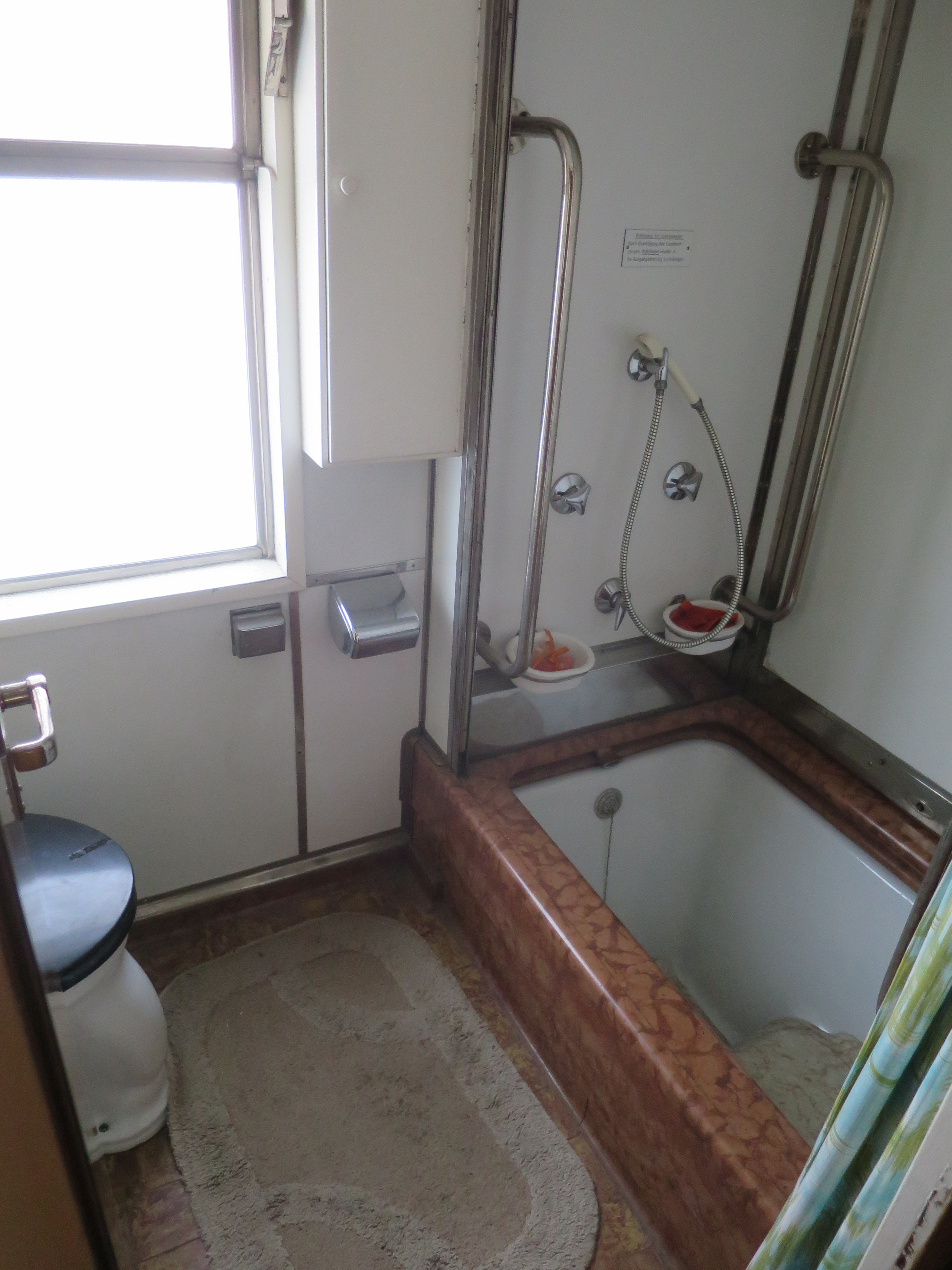
Nasszelle mit Sitzbadewanne

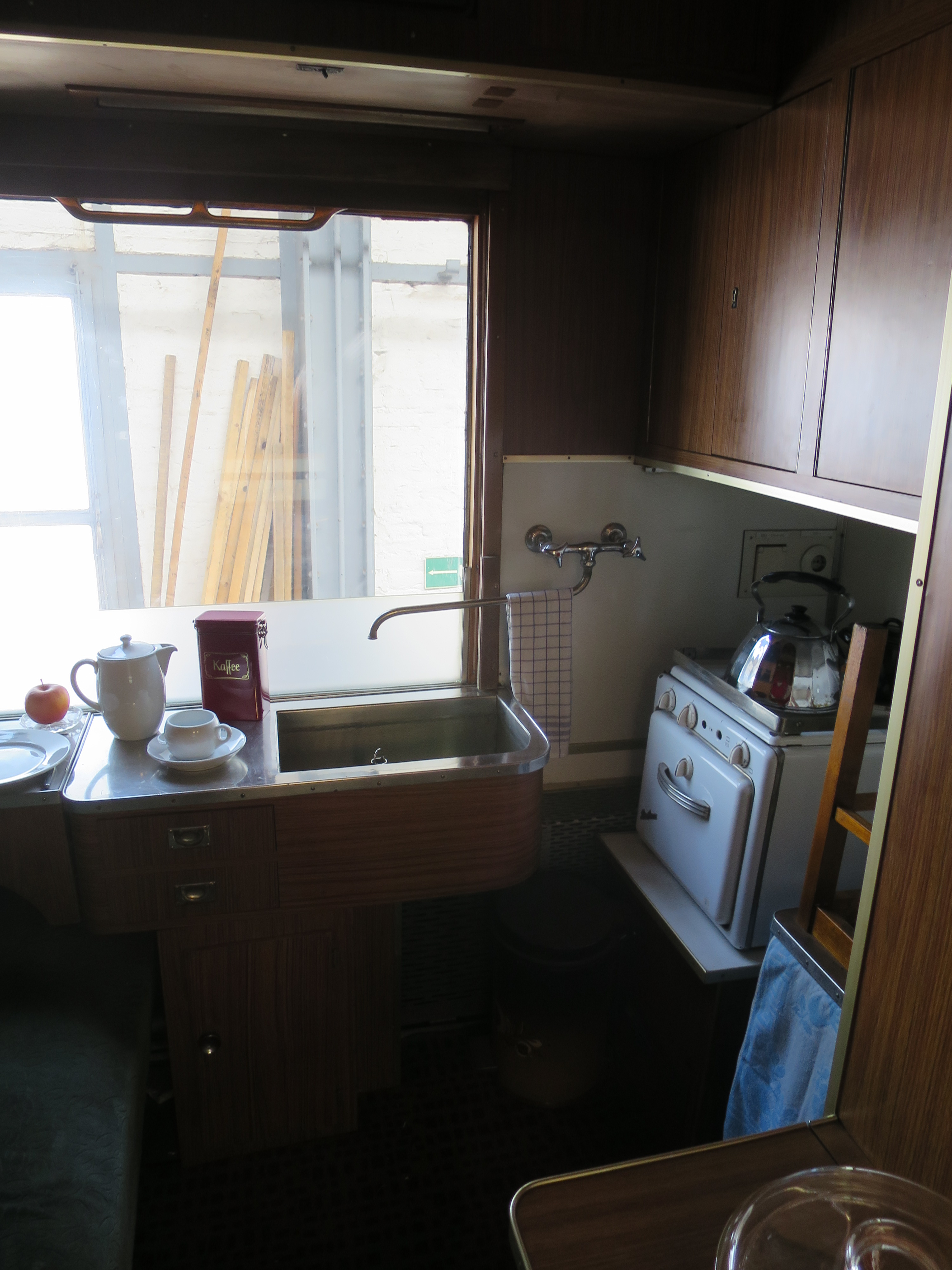
Begleiterabteil

## Beschreibung

### Auslieferungszustand
Der Salonwagen 10207 ist ein Schürzenwagen, im Stil angelehnt an die Ende der 1930er Jahre modernsten Schnellzugwagen der Deutschen Reichsbahn für den internationalen Verkehr. Er wurde am 23. Februar 1938 vom Hersteller abgenommen.
Der dem Salon vorgelagerte Eingangsbereich war als weiterer kleiner Salon gestaltet, dem der große Salon in Länge von drei Fensterachsen folgt. Hier wurde ein Konferenztisch mit sieben beweglichen Sesseln hineingestellt. An der Stirnwand war ein Musikschrank eingebaut. Beide Räume nahmen die gesamte Wagenbreite ein. Dem schloss sich ein Gang mit seitlich angeordneten Abteilen an: Zunächst – in ihrem Grundriss gespiegelt – zwei „Apartments“, die jeweils aus einem Wohn-/Schlafabteil mit anschließender Toilette/Waschraum bestanden. Zwischen diesen beiden Nasszellen befand sich eine Sitzbadewanne, die mit Schiebewänden von beiden Seiten gleichermaßen zugänglich gemacht oder verschlossen werden konnte. Vor den Nasszellen gab es einen inneren Verbindungsgang zwischen den beiden Wohn-/Schlafabteilen, zusätzlich und parallel zum Seitengang, der vom Salon bis zum Einstiegsbereich am anderen Wagenende reichte. An die beiden Apartments schlossen sich zwei weitere Schlafabteile, in der technischen Ausstattung damaligen Schlafwagen entsprechend, an. Mit je einem Doppelstockbett ausgestattet, konnten dort jeweils zwei Personen übernachten. Diese beiden Abteile konnten durch das Öffnen einer breiten Tür verbunden werden. Dem folgte ein weiteres Schlafabteil für einen Begleit-Schaffner. Eine Toilette, zugänglich vom abschließenden zweiten Einstiegsbereich, schloss das Raumprogramm.

### Umbau durch die DB
Für die Nutzung als Salonwagen des Bundesministers für Verkehr ließ die Deutsche Bundesbahn das Fahrzeug bei Wegmann & Co. in Kassel umbauen und renovieren: Die Einrichtung war durch die vorangegangene Nutzung verschlissen. Der Einstiegsraum vor dem Salon wurde zugunsten eines Raumgewinns des Hauptsalons verschmälert. Als neue Trennung wurde eine Schrankwand eingebaut. Diese wurde einige Jahre später wieder entfernt und durch eine Glaswand ersetzt. Statt des Musikschranks wurde ein Schreibtisch eingebaut, im Begleiterabteil eine kleine Küchenzeile. Auch eine elektrische Heizung bekam der Wagen.
1970/71 wurde er für eine Geschwindigkeit von 160 km/h ertüchtigt. Dafür wurden die alten Drehgestelle der Bauart Görlitz durch solche der Bauart Minden-Deutz ersetzt. 1980 wurde die zulässige Höchstgeschwindigkeit auf 200 km/h heraufgesetzt und der traditionelle grüne Außenanstrich durch die Farben des Trans-Europ-Express- und Intercity-Verkehrs, rot / beige, abgelöst.

## Einsatz

### Reichsbahnzeit
Der Salonwagen kostete in der Beschaffung 384.457 RM und war für den persönlichen Gebrauch durch Joseph Goebbels reserviert. Er wurde in Berlin Anhalter Bahnhof beheimatet. In der Regel wurde er als „Einzelläufer“ an andere Züge angehängt. Er wurde sehr oft eingesetzt und befand sich bei Kriegsende im Raum Hannover, wo er am 14. Mai 1945 von der Britischen Besatzungsmacht beschlagnahmt wurde. Diese setzte ihn für Zwecke der Militärregierung ein und beheimatete ihn dazu im Bahnhof Bad Oeynhausen. Unter anderem benutzte ihn der britische Hohe Kommissar Brian Robertson.

### Deutsche Bundesbahn
1950 befand sich der Wagen kurzfristig in Frankfurt am Main, dann in Köln. Aber erst zum 16. April 1951 wurde er an die Deutsche Bundesbahn abgegeben. Diese teilte ihn ab dem 23. März 1952 dem Bundesminister für Verkehr zu, damals Hans-Christoph Seebohm.
Ab etwa Mitte 1978 konnte der Wagen auch durch private Interessenten gemietet werden. Das geschah zum Preis von 20 Fahrkarten der ersten Klasse plus einer Bereitstellungspauschale. Im gleichen Jahr fuhr Königin Elisabeth II. während ihres Staatsbesuchs in der Bundesrepublik Deutschland in dem Wagen von Bonn nach Mainz. Und im November des gleichen Jahres nutzte der Rock-Star Eric Clapton das Fahrzeug. Letzter Bundesverkehrsminister, der den Wagen nutzte, war Günther Krause. Seit 1993 wurde der Wagen abgestellt, am 30. April 1996 ausgemustert.

### Nummern
Das Fahrzeug wurde mehrfach umbezeichnet:
| Nummer                      | Anmerkung |
| --------------------------- | --------- |
| 10 207 Bln                  | 1938–1945 |
| 10 207 Han                  | 1945–1949 |
| 10 207 Köl                  | 1950–1966 |
| 10 307 Köl, Salon4üg(e)     | 1966–1967 |
| 51 80 89-40 307-6, [WG]Süge | 1967–1970 |
| 51 80 89-80 307-7           | 1970–1980 |
| 51 80 89-90 307-5, WGSüg    | 1980–     |

### Museumsobjekt
Als historisch wertvoll eingestuft kam der Salonwagen in den Bestand des Verkehrsmuseums Nürnberg, das ihn seiner Außenstelle in Koblenz zuordnete, wo er heute besichtigt werden kann.